# Jeremy Richardson
Jeremy Terrell Richardson (Baton Rouge, Luisiana, 1 de marzo de 1984) es un exjugador de baloncesto que contaba con pasaporte georgiano por lo que no ocupaba plaza de extracomunitario. En sus dos temporadas en la NBA militó en Atlanta Hawks, Portland Trail Blazers, Memphis Grizzlies, San Antonio Spurs y Orlando Magic. Podía jugar en las posiciones de escolta y alero.

## Trayectoria deportiva

### Universidad
Antes de entrar en la NBA asistió al Copiah-Lincoln Community College y a la Universidad de Delta State, ambos en Misisipi.

### NBA
Richardson fue seleccionado en la novena posición de la segunda ronda del Draft de la NBA D-League de 2006 por Fort Worth Flyers. El 27 de enero de 2007 firmó un contrato de 10 días con Atlanta Hawks, con los que jugó 5 partidos y promedió 1.6 puntos por encuentro. Previamente jugó con los Flyers, y tras el vencimiento de su segundo contrato de 10 días con los Hakws, éstos optaron por no retenerle en el equipo.
En marzo de 2007 regresó a la NBA firmando otro contrato de 10 días, esta vez con Portland Trail Blazers. Solo jugó un partido con el equipo, y tras la finalización del contrato, Richardson regresó a los Flyers. Ganando el MVP del All Stars de la nba d-league
Richardson fue seleccionado en la segunda posición del draft de expansión de 2007 de la NBA D-League por Fort Wayne Mad Ants.
Richardson jugó en la pretemporada de la NBA de 2007-08 con Miami Heat pero fue cortado el 29 de octubre de 2007. El 20 de diciembre de 2007 fichó por Memphis Grizzlies, dada su gran campaña con los Mad Ants hasta entonces, promediando 28,5 puntos, 6,6 rebotes, 1,8 asistencias, 1,6 robos de balón y 41,5 minutos en 8 partidos. Fue nombrado el mejor jugador de la semana del 3 de diciembre en la NBA D-League tras firmar 35 puntos, 6.5 rebotes y 4 asistencias en dos partidos, con un 53.2% en tiros de campo (25/47) e incluyendo un partido de 40 puntos (récord de la temporada) ante Iowa Energy el 29 de noviembre. Fue cortado el 7 de enero de 2008 y tres días más tarde se marchó a San Antonio Spurs.
En 2008, Richardson fue nombrado MVP del All-Star Game de la D-League, anotando 22 puntos con un 9/15 en tiros de campo. Posteriormente volvió a ser fichado por Atlanta Hawks, donde finalizó la temporada 2007-08 de la NBA. El 25 de septiembre de 2008 fichó por Orlando Magic.

### Europa
En agosto de 2009, Richardson fichó por el Aris Salónica BC de la liga griega.
Después de jugar en Grecia, le llega la oportunidad de disputar la liga ACB, en las filas del Power Electronics, que tras descartar por problemas físicos a Kennedy Winston, ficha a Richardson.
El 9 de septiembre de 2010 el Power Electronics Valencia de la Liga ACB anuncia un acuerdo con el jugador.

## Estadísticas de su carrera NBA

### Temporada regular
| Año     | Equipo      | PJ | PT | MPP | %TC  | %3P  | %TL   | RPP | APP | ROB | TPP | PPP |
| ------- | ----------- | -- | -- | --- | ---- | ---- | ----- | --- | --- | --- | --- | --- |
| 2006–07 | Atlanta     | 5  | 0  | 3.8 | .500 | .667 | .000  | .4  | .0  | .2  | .0  | 1.6 |
| 2006–07 | Portland    | 1  | 0  | 1.0 | .000 | .000 | .000  | .0  | .0  | .0  | .0  | .0  |
| 2007–08 | Memphis     | 3  | 0  | 5.0 | .000 | .000 | .000  | .3  | .3  | .0  | .0  | .0  |
| 2007–08 | San Antonio | 5  | 1  | 5.8 | .429 | .400 | 1.000 | .2  | .2  | .2  | .0  | 2.0 |
| 2007–08 | Atlanta     | 19 | 0  | 4.6 | .419 | .417 | .000  | .4  | .0  | .1  | .0  | 1.6 |
| 2008–09 | Orlando     | 12 | 0  | 7.8 | .286 | .353 | .500  | 1.2 | .3  | .0  | .0  | 3.1 |
| Total   | Total       | 45 | 1  | 5.4 | .333 | .385 | .625  | .6  | .1  | .1  | .0  | 1.9 |

### Playoffs
| Año   | Equipo  | PJ | PT | MPP | %TC  | %3P  | %TL  | RPP | APP | ROB | TPP | PPP |
| ----- | ------- | -- | -- | --- | ---- | ---- | ---- | --- | --- | --- | --- | --- |
| 2008  | Atlanta | 3  | 0  | 2.0 | .250 | .000 | .000 | .0  | .0  | .0  | .0  | .7  |
| 2009  | Orlando | 1  | 0  | 2.0 | .000 | .000 | .000 | .0  | .0  | .0  | .0  | .0  |
| Total | Total   | 4  | 0  | 2.0 | .200 | .000 | .000 | .0  | .0  | .0  | .0  | .5  |